# 陰極防蝕
陰極保護又稱為犧牲性保護，是通過電化學方法防止金屬腐蝕的一種方式，其中包括犧牲陽極法和外加電流法等。

## 犧牲陽極法
犧牲陽極法是最基本的方法之一，通常使用氧化性能較高、更容易被氧化腐蝕的金屬（如鎂合金）作為陽極，用來保護建築物或橋樑等結構性金屬（通常是鋼鐵）不被腐蝕。在這種方法中，犧牲金屬首先被腐蝕，從而保護被保護的結構金屬。
目前在海水中常用的犧牲陽極包括鋅陽極和鋁陽極。由於電流效率的原因，不建議在海水環境中使用鎂陽極。
過去船舶上常用的犧牲陽極主要是鋅陽極，但近年來，由於環保議題（鋅陽極含有鎘）以及原材料價格波動，鋁合金陽極逐漸取代了鋅陽極。
根據國際標準，鋅合金犧牲陽極的合金成分僅為0.5％，而鋁合金犧牲陽極的合金成分近6％，是鋅合金的10倍。因此，製造工藝也會有所不同。為了保障買方的權益，在選購時最好要求廠商提供近一年的公正第三方證明（例如TAF認證實驗室），證明該廠的鋁合金犧牲陽極的有效放電量（Current Capacity）應大於2600A.Hr/KG，符合國際標準。

## 外加電流法
外加電流法適用於大面積或電阻率較高的環境，例如大型商船外板、埋地長管道等。通過可調整的外部直流電源來提供足夠的電流。
常見應用包括水管、石化管道和儲槽、鋼橋橋墩、船舶和船體、海上石油平台和陸上油井套管、以及鍍鋅鋼板及汽車車體鍍鋅等。鋅被用作對鋼鐵部件的犧牲性塗層，以保護鋼鐵部件免受腐蝕。

## 陰極防蝕檢測
陰極防蝕檢測用於確保地下管道等陰極防蝕工程發揮正確的功效。這項檢測與公共安全息息相關，因此檢測與資料解讀人員的資格至關重要。具有NACE認證的防腐蝕工程師能夠提供更準確的操作和資料解讀。

## 外部連結
- 海上阴极保护 101：它是什么以及它的工作原理是什么？ （页面存档备份，存于）